# O Que Vai Ficar
"O Que Vai Ficar" é um single da banda de rock alternativo Tanlan, lançado em março de 2016 pela gravadora Sony Music e parte do álbum Acalmanocaos, lançado no mesmo ano.
A canção contém influências do pop rock e rock alternativo. Juntamente com o lançamento, a banda disponibilizou um clipe com misturas de lyric video. A produção apresenta os quatro integrantes e vários efeitos de stop motion. A direção de vídeo ficou a cargo de Tim Thober. A versão presente no álbum é difere do single em duração, mas é a mesma gravação.

## Faixas
1. "O que Vai Ficar" — 4:09

## Ficha técnica
Banda
- Fábio Sampaio — vocal, guitarra
- Beto Reinke — guitarra, violão, teclados
- Tiago Garros — baixo
- Fernando Garros — bateria